# Polownica czekoladowobrązowa

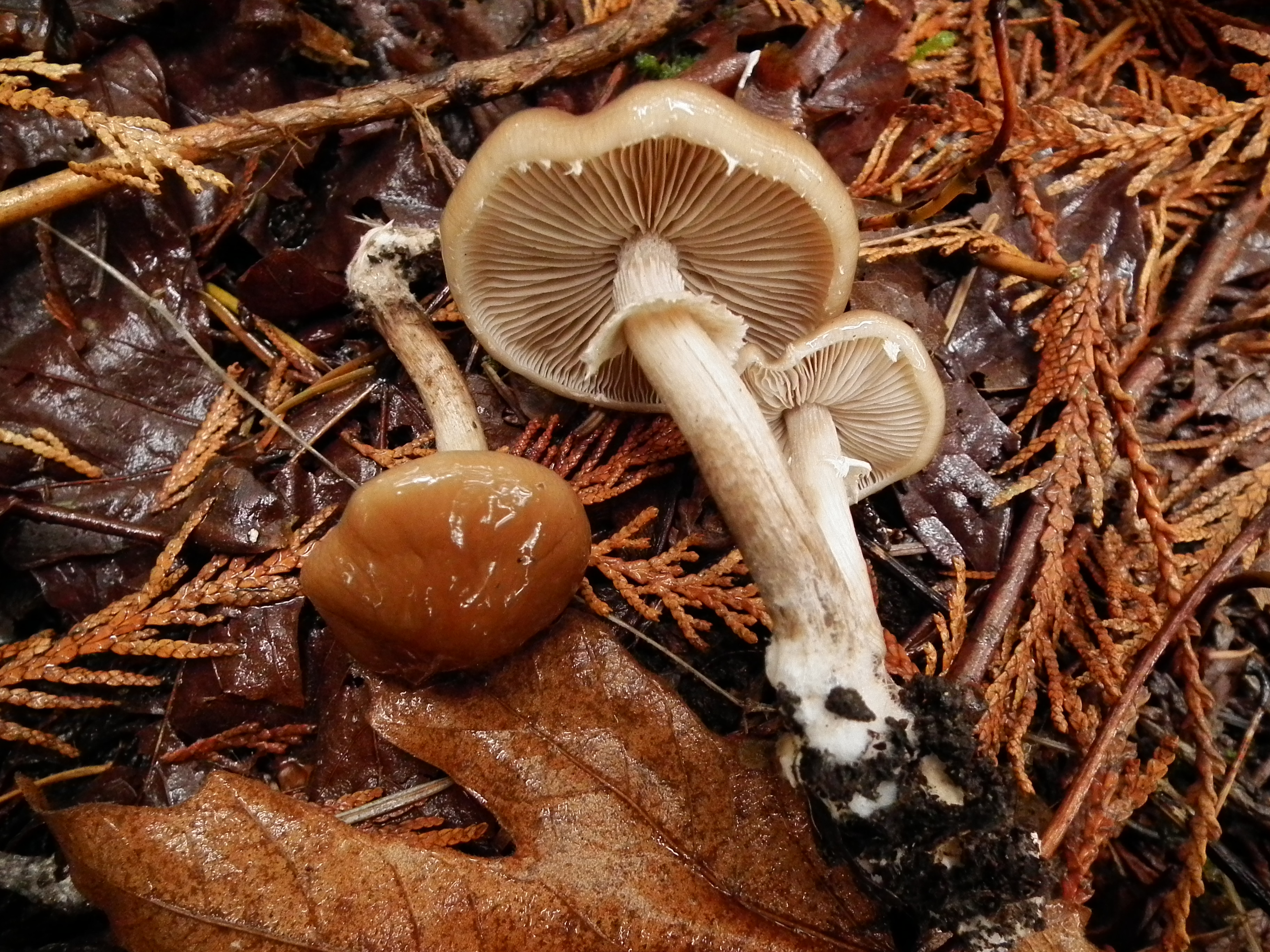

Polownica czekoladowobrązowa, polówka czekoladowobrązowa (Cyclocybe erebia (Fr.) Vizzini & Matheny) – gatunek grzybów z rodziny Tubariaceae.

## Systematyka i nazewnictwo
Pozycja w klasyfikacji według Index Fungorum: Cyclocybe, Tubariaceae, Agaricales, Agaricomycetidae, Agaricomycetes, Agaricomycotina, Basidiomycota, Fungi.
Po raz pierwszy gatunek ten opisał w 1821 r. Elias Fries pod nazwą Agaricus erebius. Potem zaliczany był do rodzajów Armillaria, Inocybe, Mastoleucomyces, Omphalia, Pholiota, Agrocybe lub Togaria. Do rodzaju Cyclocybe przenieśli go Alfredo Vizzini i P.B. Matheny w 2014 r.
Barbara Gumińska i Władysław Wojewoda w 1983 r. wymieniali ten gatunek pod polską nazwą polówka ponura. W 1999 r. W. Wojewoda zaproponował nazwę polówka czekoladowobrązowa. Wówczas gatunek ten zaliczany był do rodzaju Agrocybe (polówka). Po przeniesieniu do rodzaju Cyclocybe nazwa stała się niespójna z nazwą naukową. Nazwę polownica podaje internetowy atlas grzybów.

## Morfologia
Kapelusz
Średnica 2–15 cm, u młodych owocników szeroko wypukły, potem płasko rozpostarty, w końcu wklęsły, zazwyczaj z tępym garbkiem. Powierzchnia o barwie od brązowej do czekoladowobrązowej, gładka, podczas wilgotnej pogody śliska. Na brzegu często jaśniejsze i zwisające pozostałości osłony.
Blaszki
Zazwyczaj nieco zbiegające, czasem przyrośnięte. Barwa od jasnobrązowej do czekoladowobrązowej.
Trzon
Wysokość 3–7 cm, grubość do 1 cm, kształt walcowaty. Powierzchnia gładka lub delikatnie owłosiona, o barwie od białawej do brązowej, u podstawy ciemniejsza. Występuje cienki, delikatny, jasny i zwisający pierścień. Jest trwały i występuje również na starszych owocnikach.
Miąższ
O barwie od blado brązowej do brązowej, cienki, bez wyraźnego zapachu i smaku.
Cechy mikroskopowe
Wysyp zarodników brązowawy. Zarodniki o wymiarach 10–15 × 5–7 µm, prawie elipsoidalne lub migdałowate, często ze zwężonym końcem przypominającym pysk, gładkie, o barwie od brązowawej do brązowożółtej, w odczynniku Melzera pomarańczowobrązowe. Podstawki 2-sterygmowe. Cheilocystydy 25 – 40 × 5 – 7,5 µm, wąsko maczugowate, lub prawie cylindryczne, gładkie, cienkościenne, w KOH szkliste. Pleurocystydy 30–75 × 7,5–12,5 µm, maczugowate, gładkie, cienkościenne, w KOH szkliste. Sprzążek nie zaobserwowano.

## Występowanie i siedlisko
Polownica czekoladowobrązowa jest szeroko rozprzestrzeniona w Ameryce Północnej i Europie, ale niezbyt częsta. Podano jej występowanie także w Korei Południowej, Japonii, Australii i na Nowej Zelandii. W. Wojewoda w 2003 r. przytoczył kilkanaście stanowisk w Polsce i proponował umieszczenie tego gatunku na czerwonej liście gatunków zagrożonych w kategorii gatunek rzadki. Bardziej aktualne stanowiska podaje internetowy atlas grzybów. Znajduje się w nim na liście gatunków grzybów rzadkich i wartych objęcia ochroną.
Saprotrof. Występuje w lasach liściastych i mieszanych na stanowiskach aluwialnych. zwłaszcza w towarzystwie grabów i buków, spotykany także na przydrożach i w parkach pod klonami, brzozami, wierzbami. Owocniki zazwyczaj od sierpnia do września.